# Прейли
Пре́йли (ранее Прели; латыш. Preiļiо файле, латг. Preili) — город на юго-востоке Латвии, административный центр Прейльского края.

## История
Название Прейли впервые упомянуто в 1348 году.
В 1828 году здесь насчитывалось 179 домов и 1615 жителей. В 1897 году в Прели (ныне Прейли) было 2104 жителя, в том числе римско-католического вероисповедания — 434 человека, иудейского — 1375 человек.
В 1928 году Прейли получили статус города. Его площадь тогда составляла 260 гектаров, имелось 309 зданий и работали 213 торговых предприятий, католические, старообрядческие и лютеранские церкви, синагога и три основные школы.
30 сентября 1938 года президент Латвии Карлис Улманис утвердил герб города Прейли, в котором на золотом фоне изображён повернувшийся влево чёрный ворон, символизирующий мудрость, отвагу и силу. В 1949 году Прейли стали центром района, что стимулировало развитие города.

## Транспорт

### Автодороги
- P58 Виляны — Прейли — Шпоги
- P62 Краслава — Прейли — Мадона
- P63 Ливаны — Прейли
- V58 Прейли — Гайлиши — станция Краце
- V752 Прейли — Рауниеши — Рожупе

### Междугородное автобусное сообщение
Основные маршруты: Прейли — Ливаны — Екабпилс — Плявиняс — Рига; Прейли — Даугавпилс; Прейли — Резекне; Прейли — Виляны — Мадона; Прейли — Краслава; Прейли — Дагда.

## Известные уроженцы
- Янис Иванов (1906—1983) — латвийский и советский композитор, народный артист СССР (1965).
- Олег Татарников (р. 1947) — российский географ.
- Эйнарс Пелшс (р. 1960) — латышский поэт и переводчик.

## Культура
- С 2015 года ежегодно во второй половине августа в городе проводится международный фестиваль авторской куклы.

## Галерея

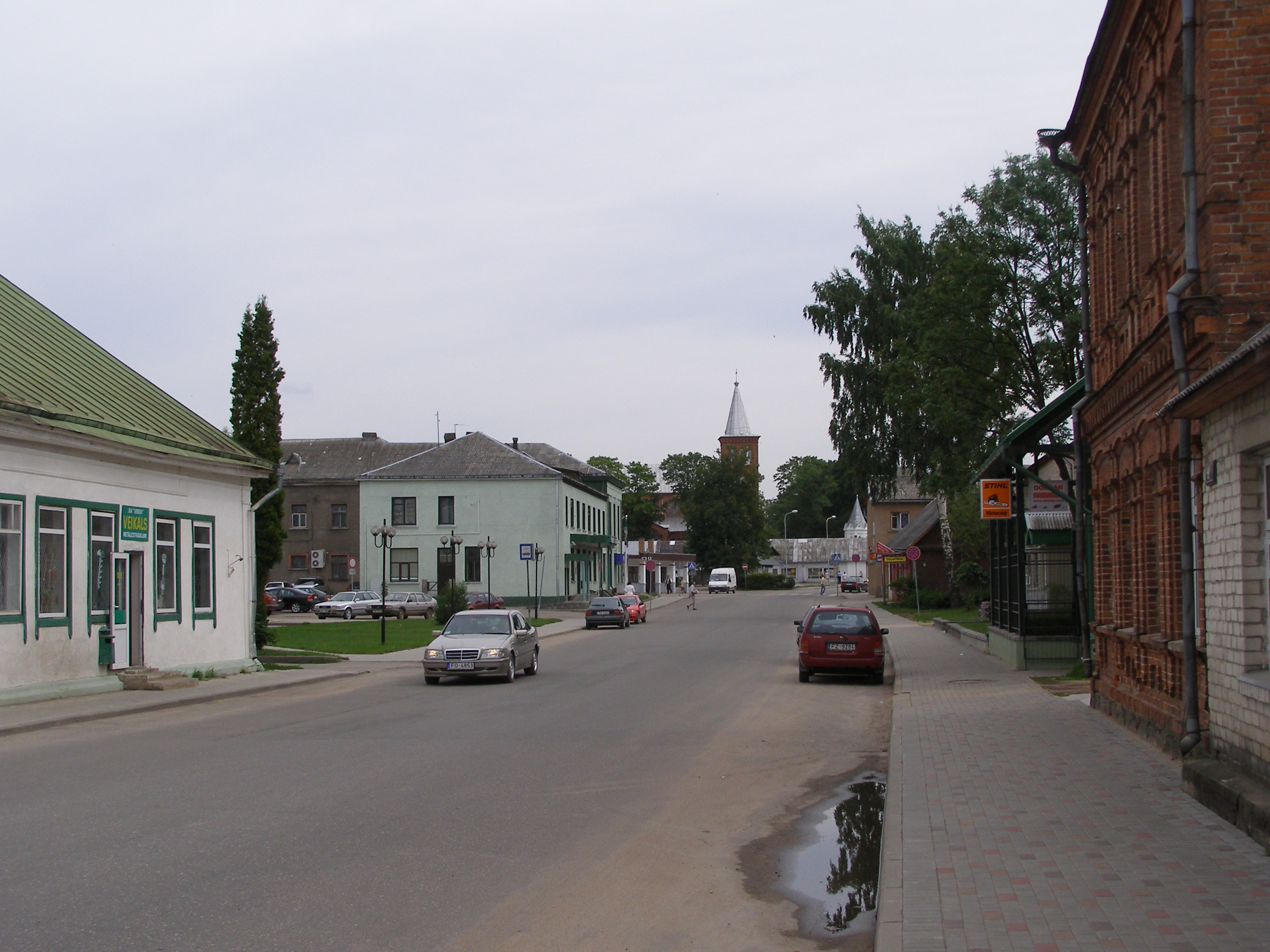
Улица Бривибас
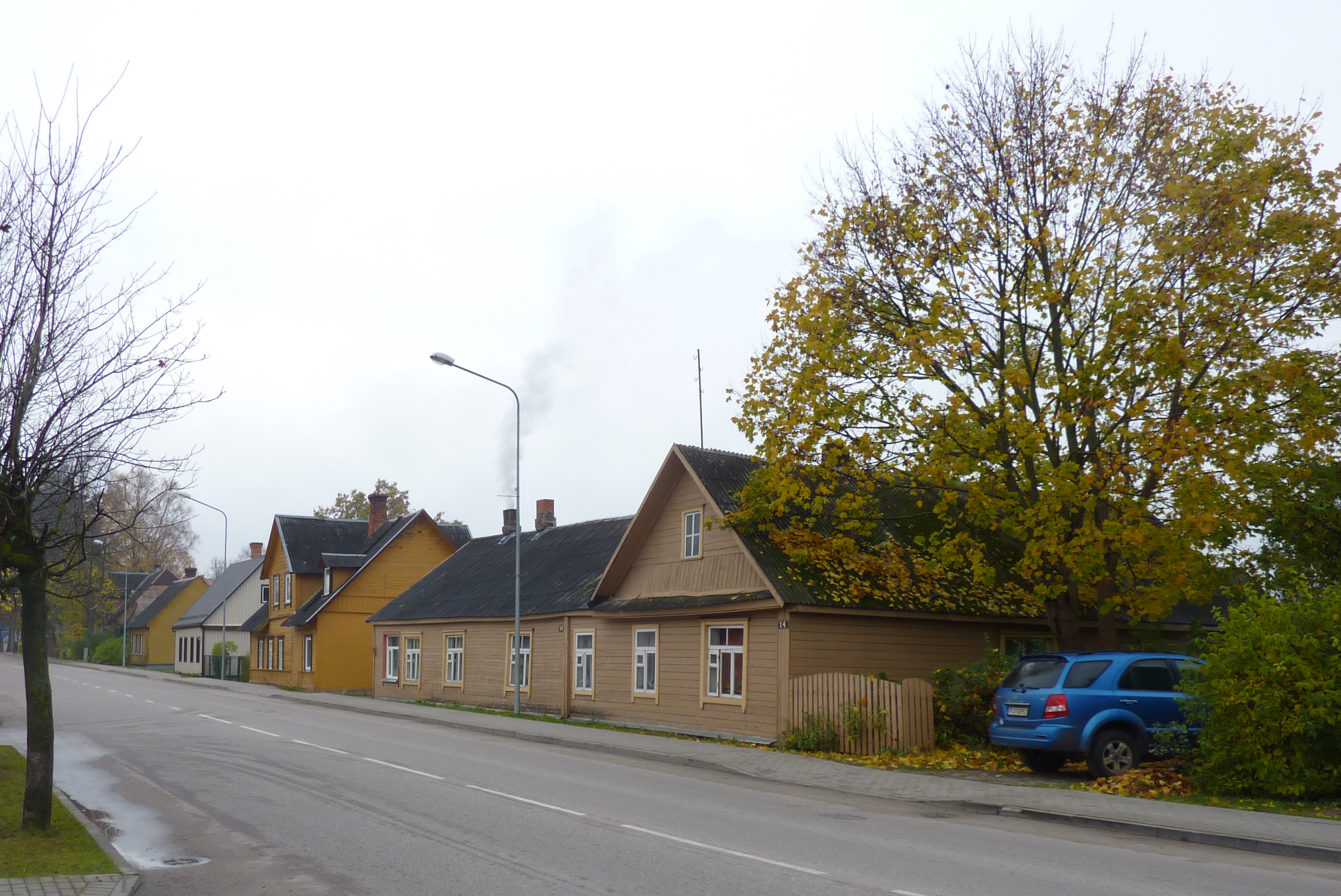
Улица Даугавпилс
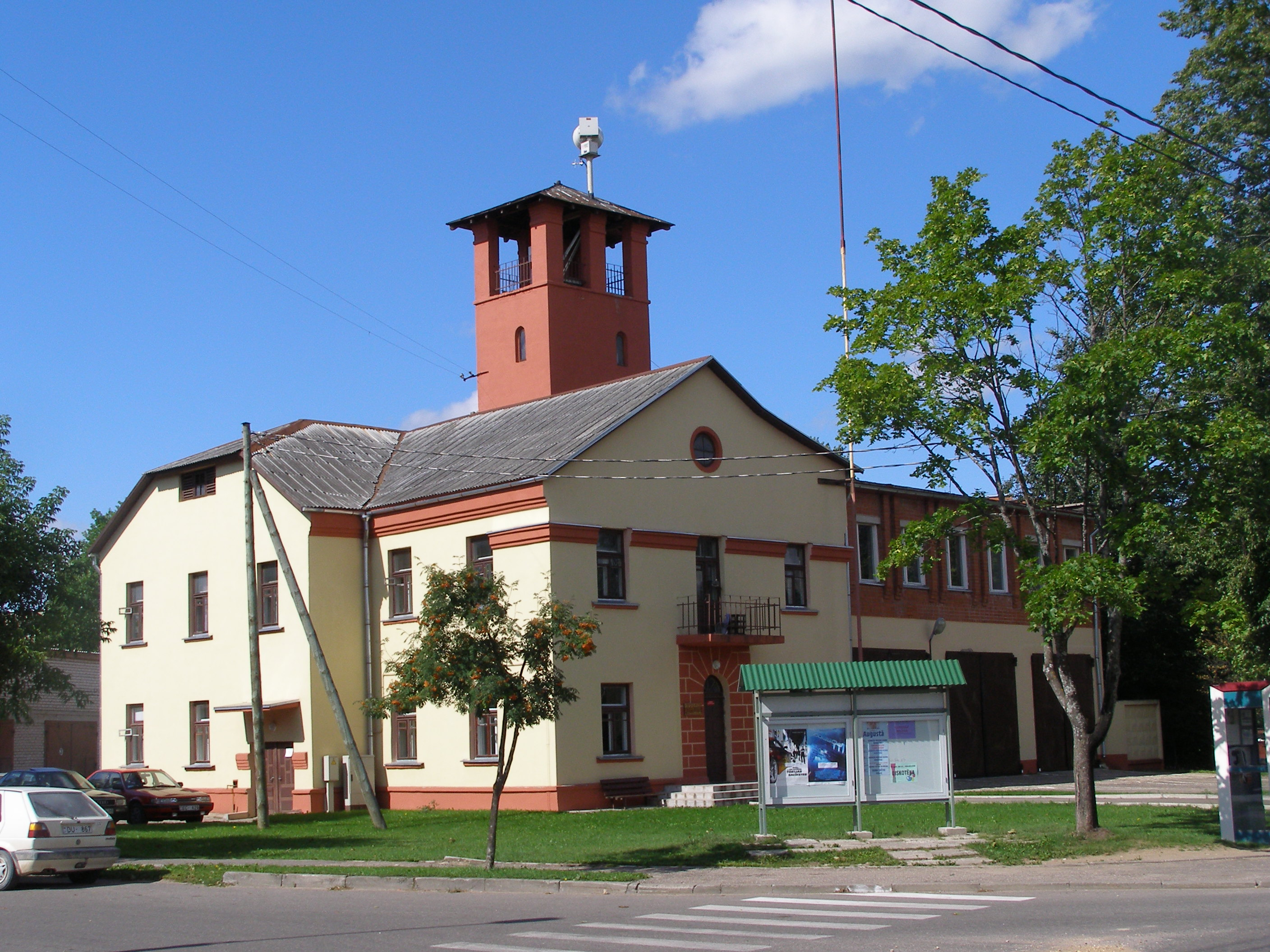
Пожарная станция
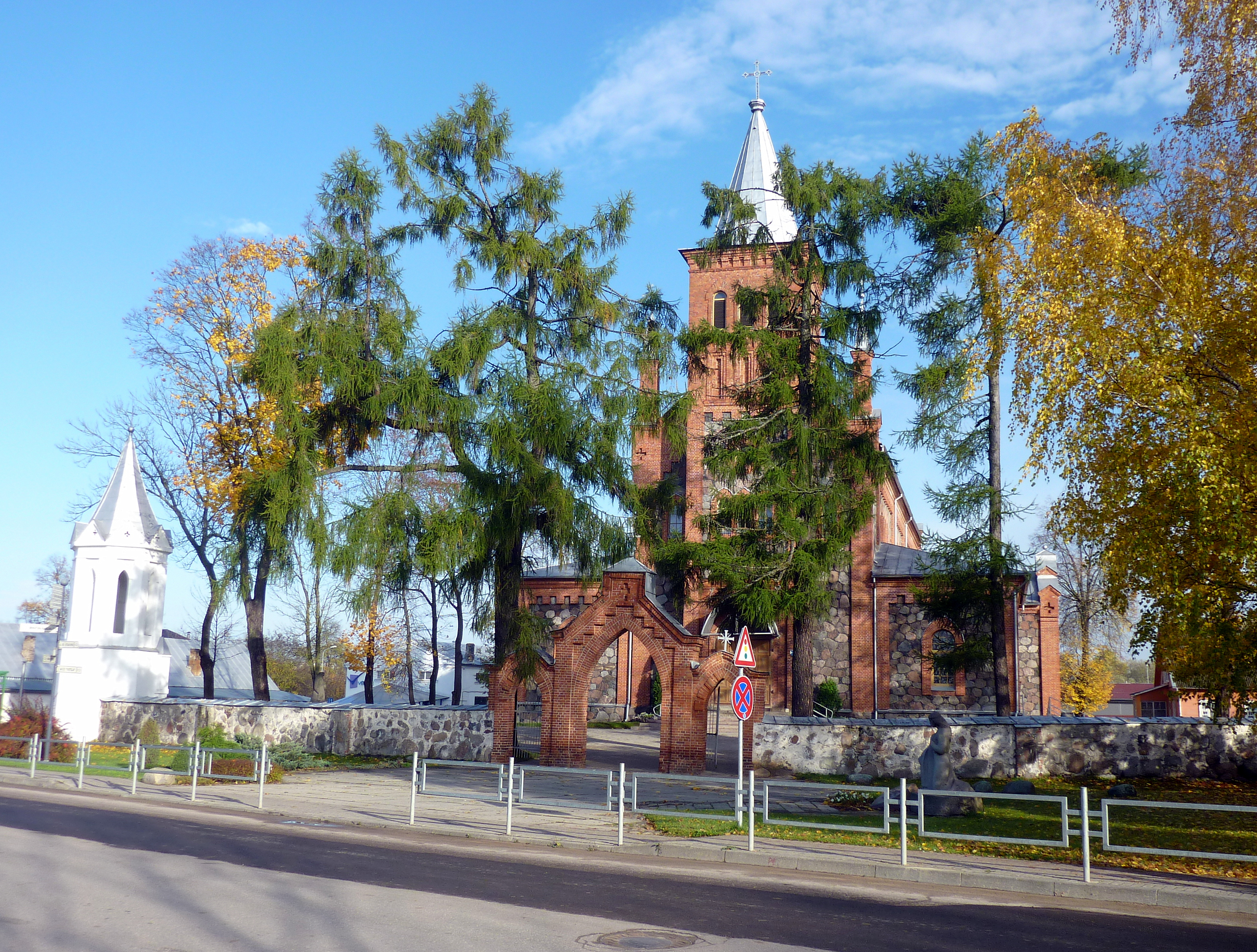
Католическая церковь
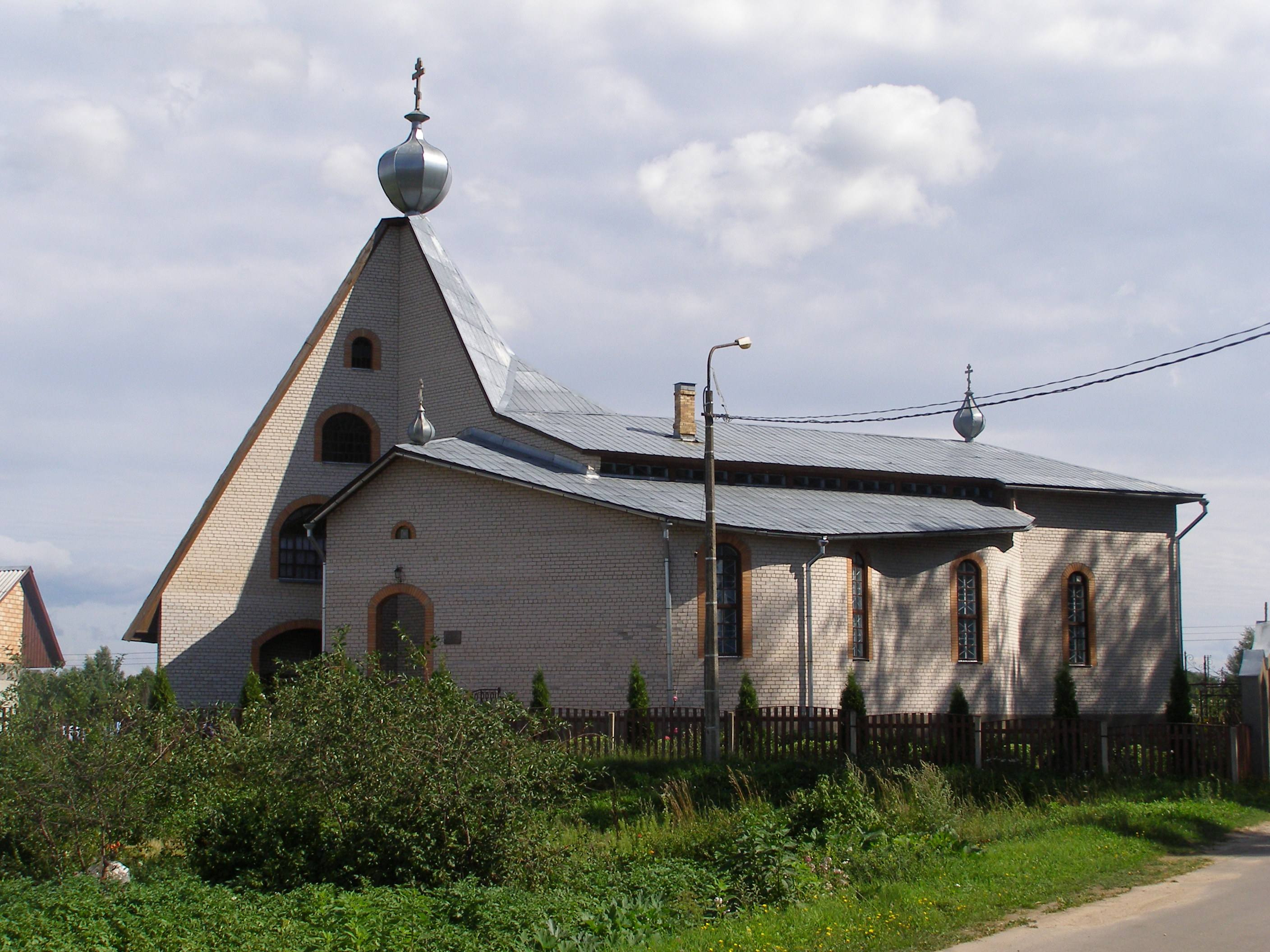
Старообрядческая церковь
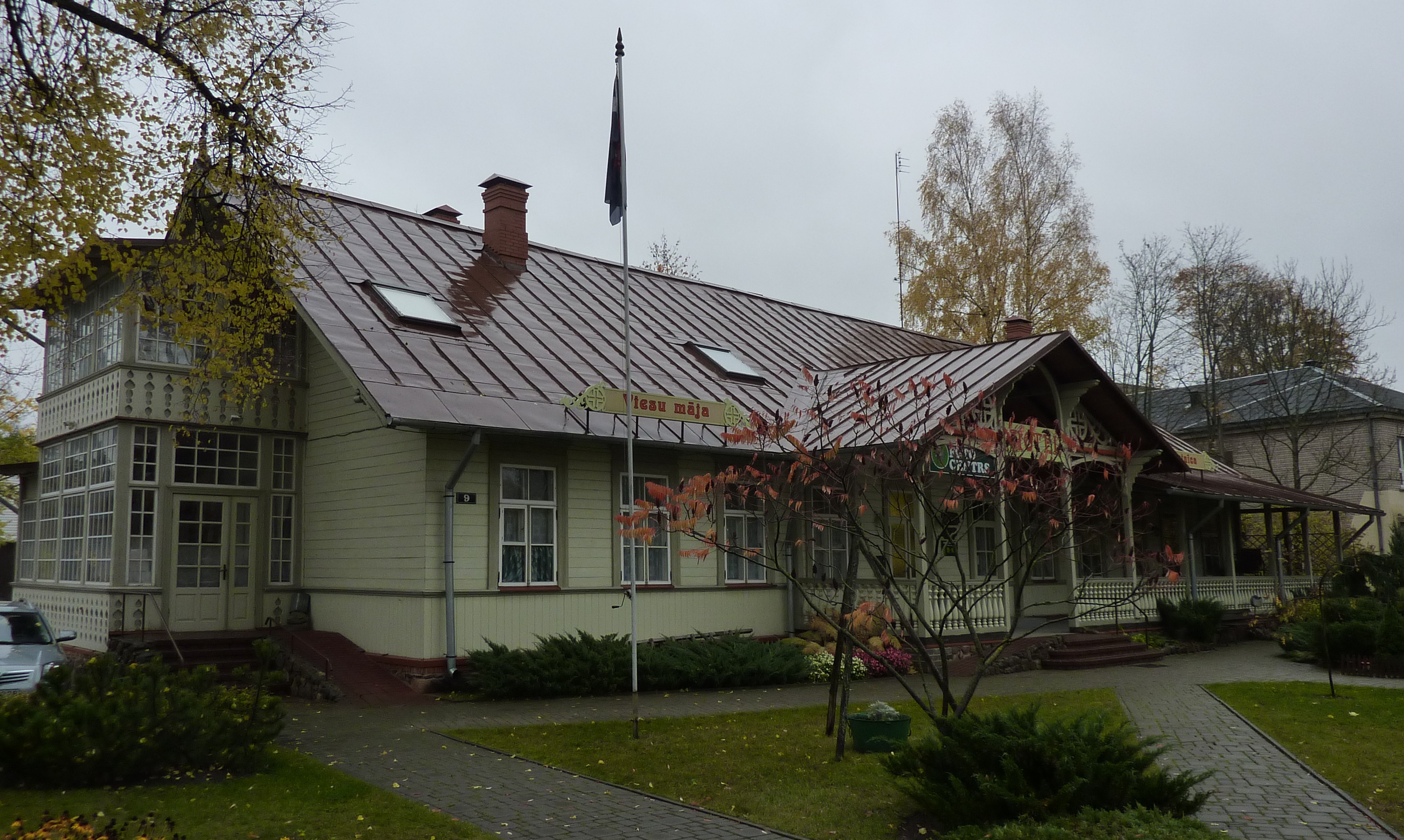
Гостевой дом
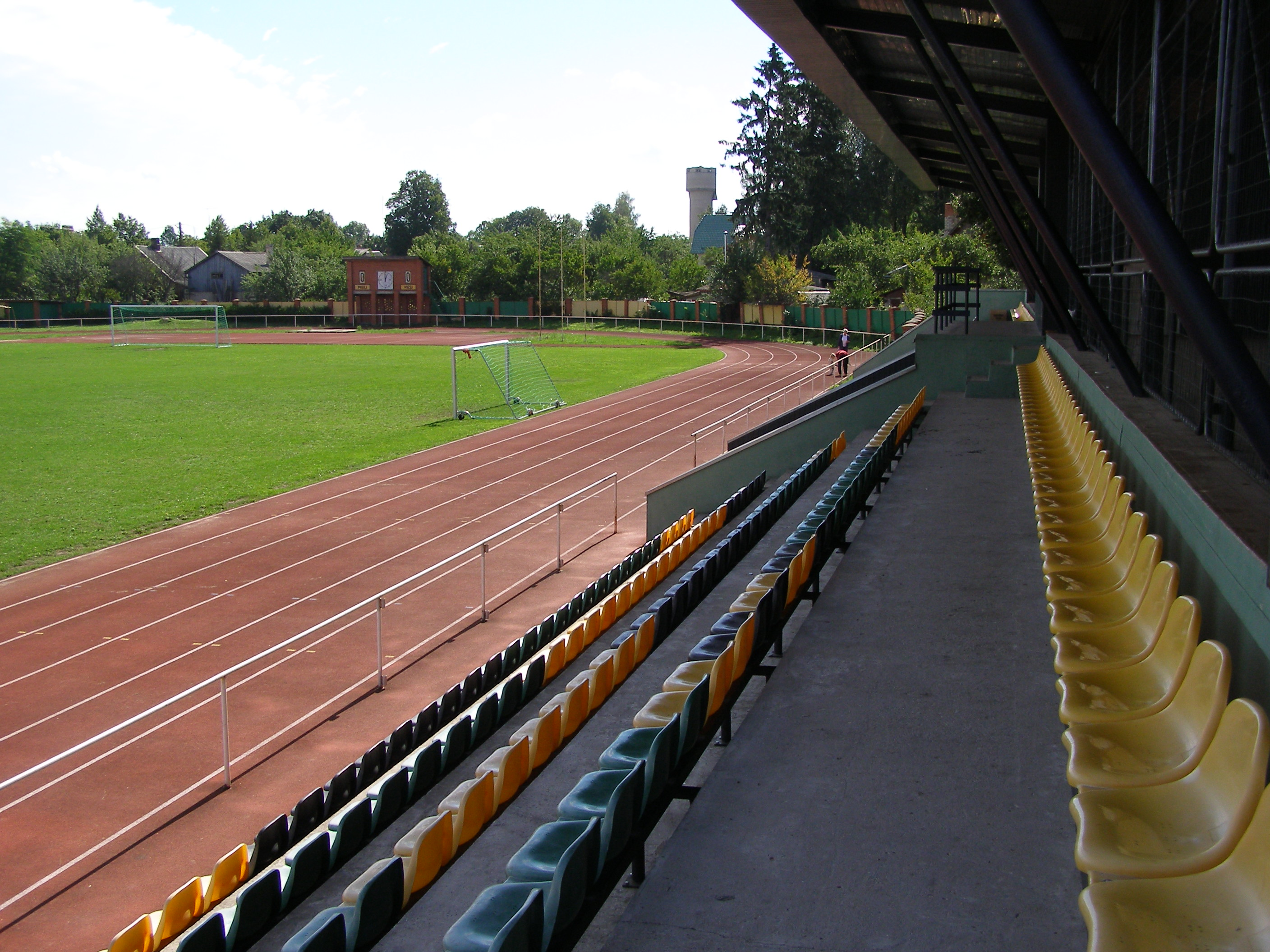
Стадион «Цериба»
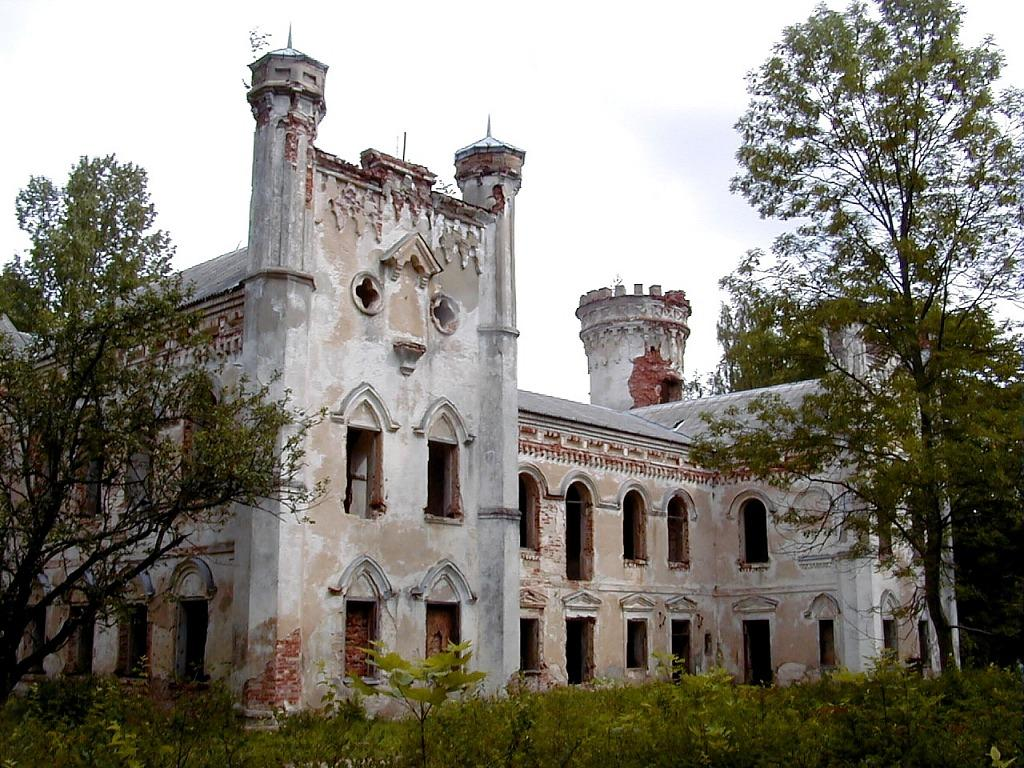
Старый замок
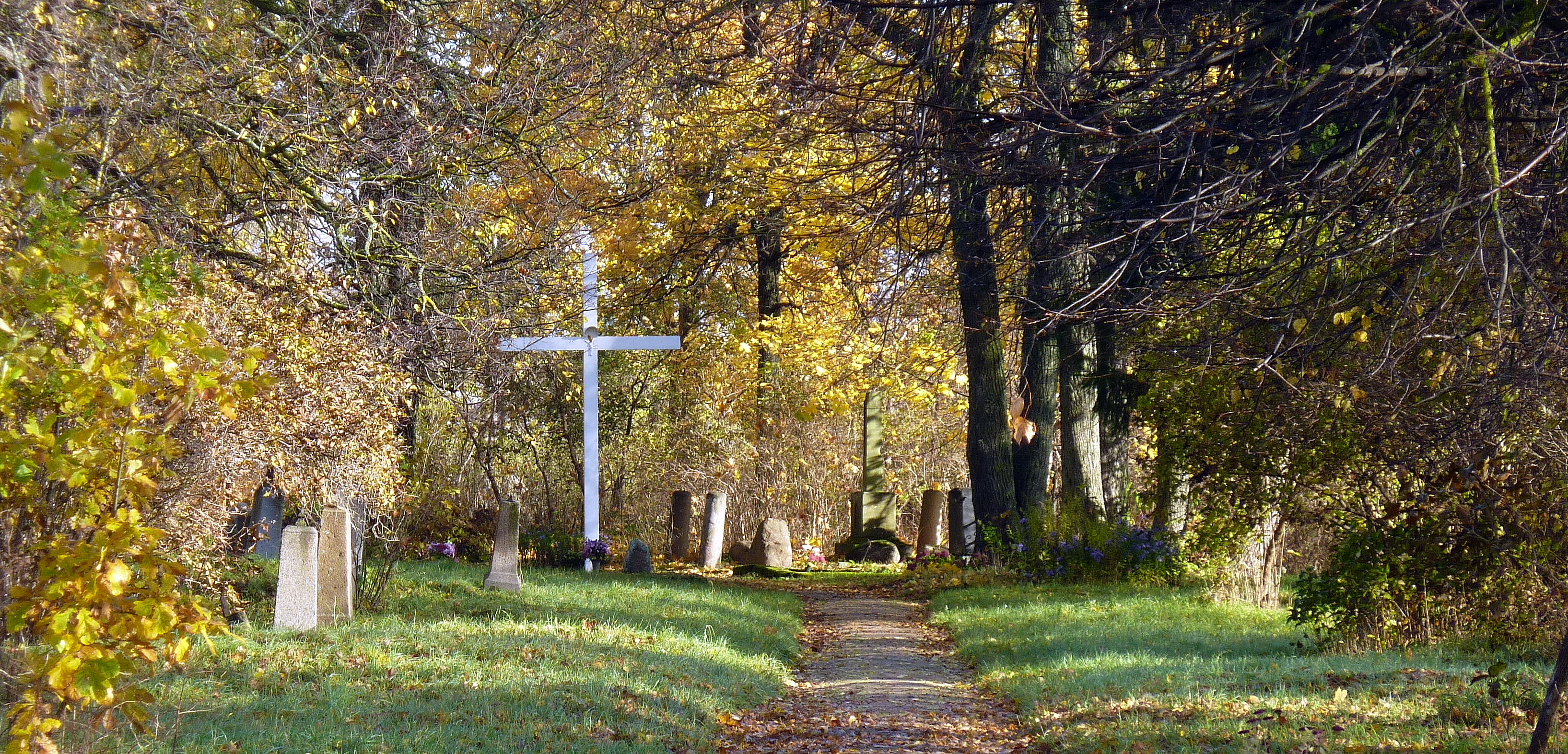
Польское кладбище